# Phlox paniculata 'Blue Paradise'

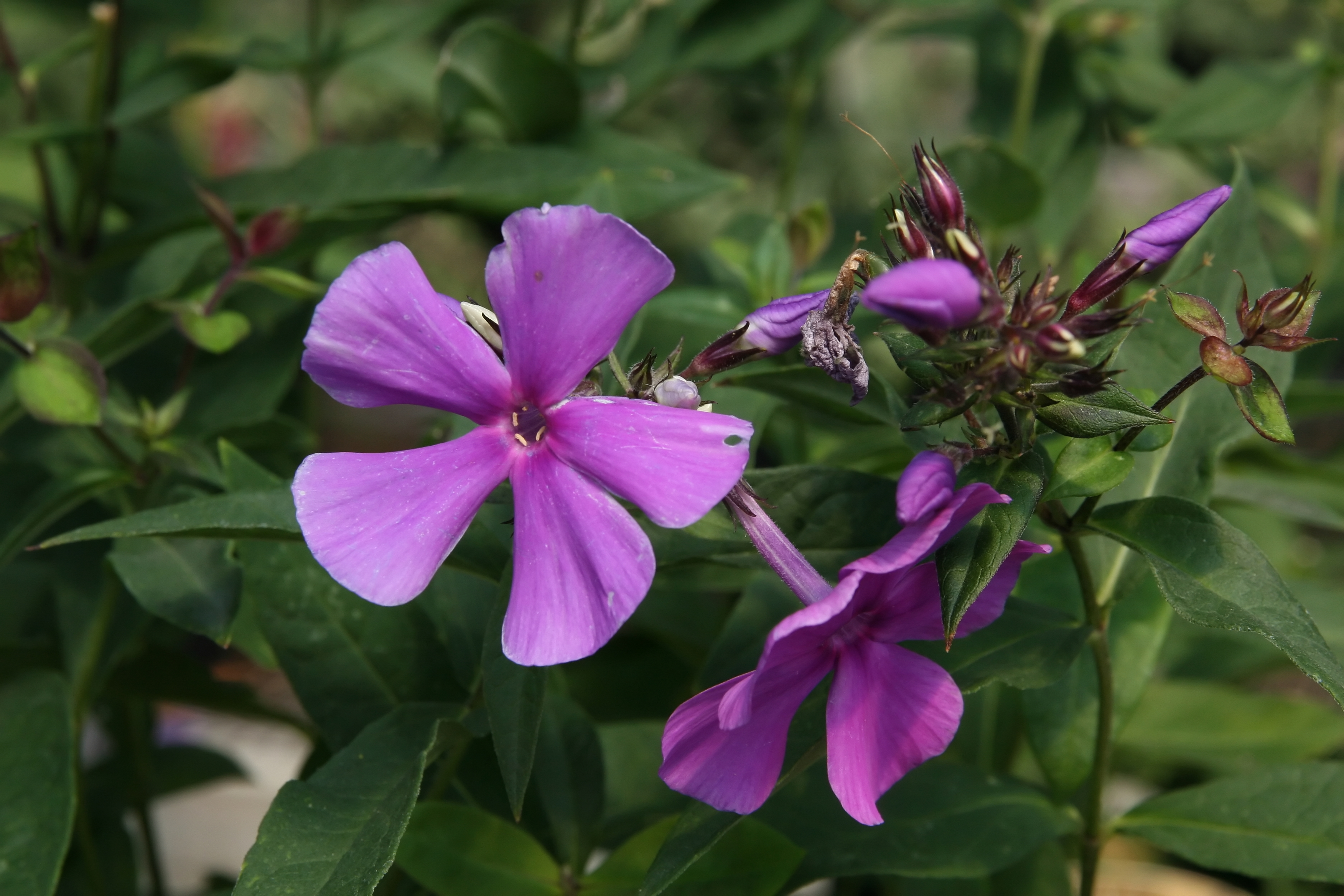
Цветок растения

Phlox paniculata 'Blue Paradise' — сорт флокса метельчатого. Используется в качестве декоративного садового растения.
Сорт был обнаружен на грядке у производителя срезочных цветов.
Один из самых ярких синих флоксов. 'Blue Paradise' похож на сорт 'Blauer Morgen'. 'Blauer Morgen' ближе к классическим сортам с кустом средней высоты, крупным цветком и соцветием, а 'Blue Paradise' — сорт «новой волны» — высокий, соцветие средней плотности и величины. Близок к нему по характеру и флокс 'Blue Evening'.

## Описание
Разные источники приводят противоречивые данные о высоте этого сорта: 70, 90, или 120 см.
Стебли тёмные, прочные, куст полураскидистый. Скорость разрастания высокая. Средне-раннего, среднего срока цветения.
Соцветие средней величины и плотности.
Цветки ароматные. Описание окраски цветков несколько противоречиво: тёмно-синие; сиренево-фиолетовые, в сумерки синеющие, центр цветка синеет ярче; голубые с синеватым центром; вечером и в пасмурную погоду они синеют, днем, в ясную и солнечную погоду — становятся сиренево-лиловыми; днём сиреневые с небольшим высветлением в центре и тёмным лиловым колечком, утром, вечером и в пасмурную погоду сине-голубые с тёмно-сине-фиолетовым колечком; вечером и в пасмурную погоду цветки выглядят индигово-синими, на солнце, в них проступает пурпурный оттенок.
Лепестки слегка волнистые.
Диаметр цветка 3,7-4,2.

## В культуре
Хорошая устойчивость к мучнистой росе.
Зоны морозостойкости: 4—8.